# In the name of love (Ruppina+の曲)
「in the name of love」（イン・ザ・ネーム・オブ・ラブ）は、Ruppina+の通算5作目のシングル。2004年8月11日にavex traxよりリリース。

## 解説
前作「You Are」より約1年ぶりのシングルリリース。「in the name of love」は日本テレビ系『@サプリッ!』エンディングテーマに起用された。
また同年8月25日にはアルバム『in the name of love』がリリースされた。

## 収録曲
1. in the name of love [5:51] 
作詞：Ruppina、Kenn Kato / 作曲：Kazuhito Kikuchi / 編曲：ats-
日本テレビ系『@サプリッ!』エンディングテーマ
2. in the name of love (ALL STRINGS Version) [5:48] 
編曲：Harunobu Okubo
3. in the name of love (INSTRUMENTAL) [5:56]
4. Radio Drama -in the name of love- [37:41]